# زمین‌لرزه ۱۹۹۷ جبال‌پور
زمین‌لرزه جبال‌پور  در تاریخ ۲۱ مه ۱۹۹۷ میلادی، برابر با ‎۳۱ اردیبهشت ۱۳۷۶، ساعت ۲۲:۵۱:۲۸ به زمان یوتی‌سی در هند ، منطقه جبال‌پور رخ داد. ژرفای این زلزله ۳۵ کیلومتر بود، و بزرگی آن ۵٫۸ در مقیاس Mw اعلام شده‌است. زمین‌لرزه به وقت محلی در روز پنج‌شنبه، ساعت ۳٫۵ روی داده و منطقه زمانی آن یوتی‌سی +۵٫۵ بوده‌است .
سازمان زمین‌شناسی آمریکا نیز رومرکز این زمین‌لرزه را در مختصات ۲۳°۰۴′۵۹″شمالی ۸۰°۰۲′۲۸″شرقی / ۲۳٫۰۸۳°شمالی ۸۰٫۰۴۱°شرقی و ژرفای آنرا در ۳۶ کیلومتر گزارش کرده‌است. بزرگی برگزیدهٔ این سازمان از میان بزرگیهای محاسبه‌شدهٔ مختلف ۵٫۸ در مقیاس Mw بوده و از دید اثر، در میان چهار دسته‌بندی «نامحسوس»، «محسوس»، «زیان‌آور» یا «با تلفات»، زلزله را «با تلفات» اعلام کرده‌است.
پروژهٔ «تنسور گشتاور مرکزوار» زاویه‌های (راستا، شیب، ریک) گسل سازندهٔ زمین‌لرزه و صفحه عمود بر آنرا (°۲۸۳، °۲۶، °۱۲۹) یا (°۶۱، °۷۰، °۷۳) و نوع گسل را «معکوس» فرارسانده‌است.
شمار کشتگان زلزله حدود ۳۸ نفر بوده‌است.تعداد زخمیان ۱۰۰۰ نفر برآورده شده‌است.بی‌خانمان شدگان نیز ۳۰۰۰۰ نفر اعلام شده‌است.